# 白山下駅
白山下駅（はくさんしたえき）は、かつて石川県石川郡鳥越村河原山（現在の白山市河原山町）にあった、北陸鉄道金名線の駅で同線の終着駅である。1987年（昭和62年）、金名線の廃止に伴い廃駅となった。

## 歴史
- 1926年（大正15年）2月1日：金名鉄道の加賀広瀬駅（後の広瀬駅） - 当駅間が開業[1][3]。開業時より閉塞取扱駅であり、駅長が常駐した[7]。
- 1937年（昭和12年）10月25日（届出）：貨物量の増加から、構内配線と駅舎など建造物を変更[7]。
- 1943年（昭和18年）10月13日：北陸鉄道の設立に伴い[4]、同社の金名線の駅となる。
- 1970年（昭和45年）4月1日：この日より釜清水駅 - 当駅間がスタフ閉塞式に変更（同時に昼間時間帯の列車運行休止）、数日後に当駅を無人化[7]。
- 1983年（昭和58年）10月31日：豪雨による大日川橋梁の橋脚周囲の岩盤崩壊により、大日川駅 - 当駅間が休止。
- 1984年（昭和59年）
  - 3月11日：復旧により営業を再開。
  - 12月12日：手取川橋梁が危険な状態となったことにより、加賀一の宮駅 - 当駅間の金名線全線が休止[1][8]。
- 1987年（昭和62年）4月29日：金名線が全線廃止[1][5][6][8]。

## 駅構造

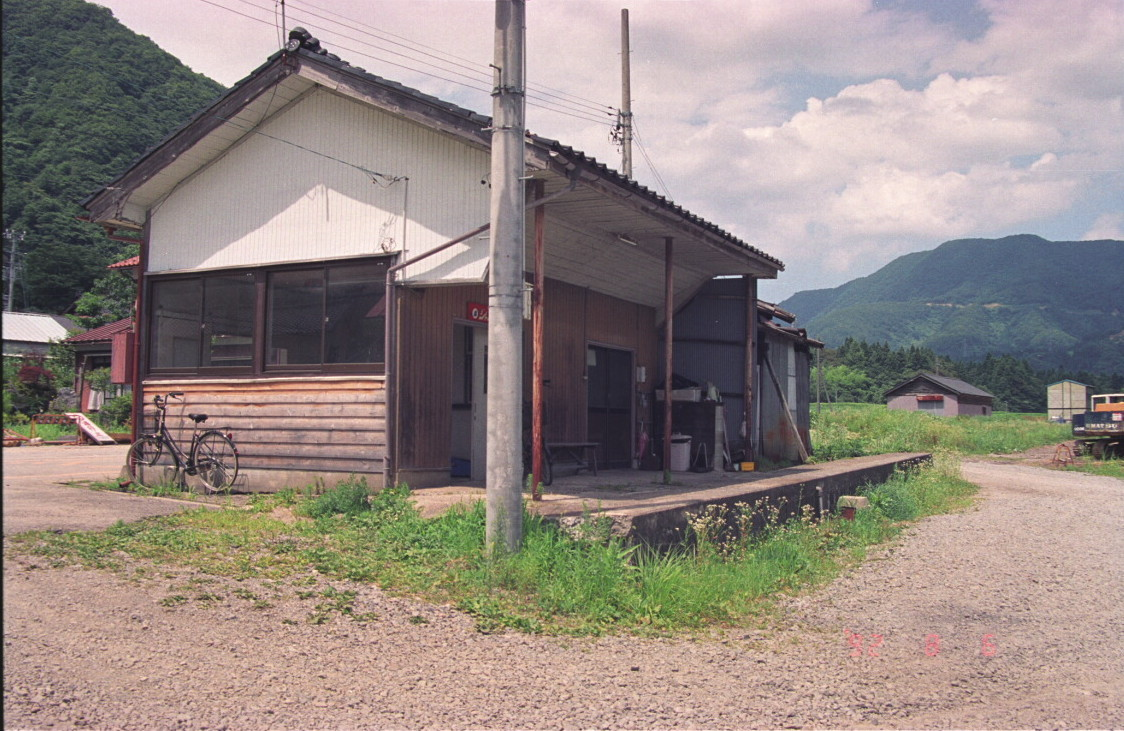
ホーム側（白山下駅）

駅舎に面した単式ホーム1面1線と機回しが可能な側線1本を有していた。
1984年の金名線休止時までは白山麓へのバスとの中継点として、登山シーズンには大勢の白山登山客で賑わっていたが、その後は衰退の一途をたどり、ここを起終点とするバス路線もなくなった。

## 利用状況
1984年（昭和59年）当時の乗降客数は、1日平均92人であった。

## 現状
駅舎・ホームは金名線廃止後も残され、路線バス乗務員の夜間滞泊に使われていたが、路線延長を機に無人状態となっていた。線路跡は自転車道の石川県道302号手取川自転車道線（手取キャニオンロード）が整備された。また、駅舎は2008年には旧駅舎が取り壊され、2009年に旧白山下駅を再現した無料休憩所「サイクルステーション白山下」（団体やマスメディアによって表記ゆれあり）として開業した。
2021年10月には、地元住民の女性が「サイクルステーション白山下」内にカフェ「かあちゃんの駅カフェ」を開設した。日曜日限定の営業で、降雪期（12月から3月まで）と田植えの4月は休業となる。

## 隣の駅
北陸鉄道
金名線
三ツ屋野駅 - 白山下駅